# Fallicambarus gilpini
Fallicambarus gilpini là một loài tôm càng sông trong họ Cambaridae. Chúng thường được tìm thấy ở Arkansas và Louisiana.